# Karl Tschierschky
Karl Gustav Hugo Tschierschky (15 mars 1906 à Friedenshütte, province de Silésie-18 septembre 1974) était un SS allemand ayant pris part aux opérations de tueries mobiles des Einsatzgruppen à l'Est, lors de la Seconde Guerre mondiale.

## Biographie
Après l'école, Tschierschky a appris le métier de commerçant. Dans les années 1920, il a notamment été directeur de l'agence pour l'emploi de Mannheim et a rejoint la SA en 1926. En 1931, il adhère au NSDAP d'Adolf Hitler (numéro de membre 918.746) et en décembre 1931, il rejoint la Schutzstaffel (numéro de membre 44.334). En 1935, Tschierschky a pris en charge des tâches au sein du RuSHA (acronyme de Rasse- und Siedlungshauptamt) : le bureau pour la race et le peuplement de la SS.
Lorsque le chef du SD, Reinhard Heydrich, entend parler de Karl Tschierschky en janvier 1938, il organise son transfert dans son propre service. La même année, Tschierschky est promu Sturmbannführer. Pendant cette période, un supérieur le décrit comme «sobre et diligent, bien qu'un peu "tenace, [et] donc pas toujours facile à prendre». Tschierschky fut employé par le SD dès qu'une mission nécessitait un chef particulièrement obéissant et sans scrupules.
Après l'invasion de la Pologne et le début de la Seconde Guerre mondiale en 1939, Tschierschky devient en 1940 le chef adjoint du Bureau central de l'immigration dans la Pologne occupée. Il y participe à la réinstallation des Allemands de Bessarabie en août 1940.
Les 17 et 18 décembre 1940, Tschierschky participa à une réunion de la Gauwirtschaftskammer de Saxe, où fut décidée l'exploitation de la Pologne occupée comme réservoir de travailleurs forcés.
En 1941 et 1942, Tschierschky fut envoyé dans les États baltes en tant que commandant adjoint de l'Einsatzgruppe A, dont les pelotons d'exécution tuèrent 300 000 personnes,. Comme il avait déjà pris en charge le bureau du SD-Leitabschnittsführer à Dresde en janvier 1941, Tschierschky fut obligé pendant un certain temps de faire des allers-retours entre ses deux fonctions : la fonction administrative en Saxe et la supervision des tueries à l'Est. À Dresde, Tschierschky a travaillé avec Georg Bellmann, entre autres.
Le 13 avril 1944, Tschierschky est retiré de Saxe et se voit confier la direction du groupe de bureaux VI C (Union soviétique) du Service de renseignement extérieur du SD au sein du Bureau principal de sécurité du Reich. À la demande d'Heinrich Himmler, il prend la direction du personnel de Werwolf, un mouvement clandestin de lutte national-socialiste, le 28 novembre de la même année. Le 10 mars 1945, Tschierschky fut promu pour la dernière fois, de sorte qu'à la fin de la guerre, il avait le rang de SS-Standartenführer.
Après la guerre, Tschierschky a vécu pendant de nombreuses années sans être dérangé en tant que commissionnaire à Francfort-sur-le-Main. Après avoir été brièvement placé en détention provisoire au début des années 1960, Tschierschky n'a été inculpé par le ministère public de Hambourg qu'en 1973 (Sta Hamburg 141 Js 534/60). Pour le procès, qui s'est prolongé jusqu'en 1974, l'Union soviétique, entre autres, a également fourni des preuves au ministère public,. L'issue du procès n'est pas consignée dans la littérature spécialisée, et il est de toute façon probable que Tschierschky soit mort avant la fin de son procès, puisqu'il décède le 18 septembre 1974, à l'âge de 68 ans. 

## Sources et références
- (de) Cet article est partiellement ou en totalité issu de l’article de Wikipédia en allemand intitulé « Karl Tschierschky » (voir la liste des auteurs).

1. 1 2 3 4  (de) Schreiber, Carsten, 1971-, Elite im Verborgenen : Ideologie und regionale Herrschaftspraxis des Sicherheitsdienstes der SS und seines Netzwerks am Beispiel Sachsens, Munich, Oldenbourg, 2008, 501 p. (ISBN 978-3-486-58543-8 et 3-486-58543-6, OCLC 232123786, lire en ligne)
2. 1 2 3  Klee, Ernst., Das Personenlexikon zum Dritten Reich : wer war was vor und nach 1945, Fischer Taschenbuch, 2005 (ISBN 3-596-16048-0 et 978-3-596-16048-8, OCLC 70913054, lire en ligne)
3. ↑  Krausnick, Helmut., Die Truppe des Weltanschauungskrieges : die Einsatzgruppen der Sicherheitspolizei und des SD 1938-1942, Anstalt, Deutsche Verlags-Anstalt, 1981, 687 p. (ISBN 3-421-01987-8 et 978-3-421-01987-5, OCLC 7511162, lire en ligne)